# Ернестово
Ернестово (пол. Ernestowo, нім. Ernsthof) — село в Польщі, у гміні Швеці Свецького повіту Куявсько-Поморського воєводства.
Населення — 146 осіб (2011).
У 1975-1998 роках село належало до Бидгощського воєводства.

## Демографія
Демографічна структура станом на 31 березня 2011 року:
|          | Загалом | Допрацездатний вік | Працездатний вік | Постпрацездатний вік |
| -------- | ------- | ------------------ | ---------------- | -------------------- |
| Чоловіки | 76      | 15                 | 45               | 16                   |
| Жінки    | 70      | 15                 | 37               | 18                   |
| Разом    | 146     | 30                 | 82               | 34                   |